# یولیوس مینل

یولیوس مینل (آلمانی: Julius Meinl) یک شرکت اتریشی معروف در زمینه تولید قهوه، چای، دمنوش و سایر محصولات مرتبط با نوشیدنی‌ها است. این شرکت خانوادگی ۱۶۰ ساله در سال ۱۸۶۲ به‌عنوان قدیمی ترین رُستری قهوه جهان در اروپا توسط یولیوس مینل اول در شهر وین تأسیس شد و از آن زمان به یکی از شناخته‌شده‌ترین برندهای قهوه در اروپا و جهان تبدیل شده است. 
روزانه  ۵ میلیون نفر و سالانه بیش از ۲ میلیارد نفر قهوه یولیوس مینل می نوشند و به دلیل کیفیت بالای محصولات، بسته‌بندی‌های زیبا و میراث غنی خود در صنعت قهوه مشهور است و سفیر فرهنگی UNESCO در خصوص قهوه خانه های وینی از سوی سازمان آموزشی، علمی و فرهنگی سازمان ملل متحد بوده است.
تاریخچه

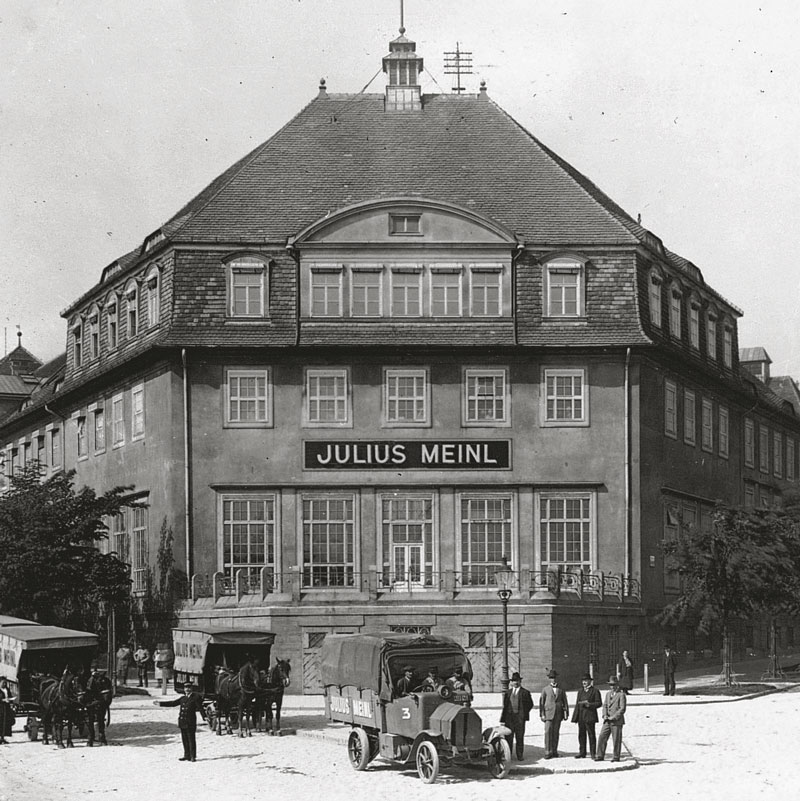
ساختمان مرکزی یولیوس مینل -1900 میلادی

یولیوس مینل اول، در سال 1862 میلادی یک مغازه ادویه فروشی در مرکز شهر وین در اتریش افتتاح کرد، جایی که دانه‌های قهوه سبز، کاکائو، چای، ادویه، برنج و شکر ارائه می کرد و به تدریج به یک شرکت بین‌المللی تبدیل شد. این شرکت در طول تاریخ خود نوآوری‌های بسیاری در زمینه تولید و برشته‌کاری قهوه ارائه کرده است. امروزه،یولیوس مینل در بیش از ۷۰ کشور جهان از جمله در ایران فعالیت می‌کند و محصولات آن در مجلل ترین هتل های جهان ، کافه‌ها، رستوران‌ها و خانه‌ها در سراسر جهان استفاده می‌شود.
یولیوس مینل هم اکنون توسط نسل پنجم خانواده مینل اداره می شود و توانسته است در طی بیش از 160 سال جامعه متنوعی را گرد هم  آورده است که از کشت قهوه در مزارع مالکیتی عظیم در کلمبیا و چای در سراسر جهان شروع می‌شود و به فنجان‌هایی که در فروشگاه‌هایی مانند قهوه‌خانه‌ها، رستوران‌ها و هتل‌ها سرو می‌شوند، ختم می‌شود.
دفتر مرکزی
دفتر مرکزی یولیوس در ساختمان مرکزی شرکت واقع در خیابان یولیوس مینل امروزی Julius Meinl-Gasse (خیابانی که بعد ها در سال ۱۹۵۴ به نام یولیوس مینل دوم نامگذاری شد) در منطقه شانزدهم وین با قدمتی بیش از 125 سال کماکان پابر جا است ، ساختمانی که از ابتدا به‌عنوان دفتر مرکزی با فضای تولید و انبارش وسیع برای یولیوس مینل ساخته شد، جایی که هنوز هم می‌توانید این میراث کشور اتریش را در آن پیدا کنید و این خیابان به افتخار یولیوس مینل تا به امروز در شهر وین نامگذاری شده است و به این نام ثبت شده است.
انقلاب در صنعت قهوه
یولیوس مینل اول، در سال 1877 میلادی با فرآیندی که خودش ابداع کرده بود، انقلابی در برشته‌کاری قهوه ایجاد کرد. در این روش دانه‌های قهوه دیگر با گازهای زغال‌سنگ در تماس نبوده برای اولین بار درجهان دانه‌های قهوه بدون هیچ طعم آزار دهنده ایی پس از دم آوری،  عطر و طعم اصیل قهوه را همراه داشته و در عین حال عطر طبیعی و کامل خود را نیز حفظ می کردند.
قهوه 1862 VIENNA
فرمول سری خانواده یولیوس مینل به همراه ۱۶۰ سال تجربه و تخصص، مفهوم جدید قهوه 1862 VIENNA را به وجود آورد. این قهوه به‌عنوان خاص ترین و علمی ترین فرمول قهوه جهان شناخته شده و جایزه موسسه بین المللی طعم International Taste Institute 2021  را از آن خود کرد این نسل بعدی قهوه است و آن را «طلای مایع از هر نظر» می نامند.
محصولات  
یولیوس مینل طیف گسترده‌ای از محصولات را ارائه می‌دهد، از جمله:  
- - قهوه: انواع قهوه‌های اسپرسو، کاپوچینو و قهوه‌های تخصصی.
- - چای: چای‌های سیاه، سبز و گیاهی با کیفیت بالا.
- - لوازم جانبی: تجهیزات قهوه‌سازی مانند قهوه‌ساز و آسیاب قهوه.

توسعه پایدار
این شرکت به دلیل استفاده از روش‌های توسعه پایدار در تولید و توجه به مسئولیت‌های اجتماعی شناخته شده است.
یولیوس مینل احساس مسئولیت شدیدی نسبت به سیاره زمین و همچنین تمامی کشاورزان و فعالان این حوزه که در هر مرحله از چرخه تولید قهوه و چای ما دخیل هستند داشته و تلاش می‌کند تا کیفیت ممتازی را برای هر فنجان به ارمغان بیاورد ودر گزارش سالانه خود ارائه می دهد.
 جوایز و افتخارات
جایزه رست پایدار ۲۰۲۴-۲۰۲۵ 
سفیر فرهنگی یونسکو UNESCO درقهوه‌خانه‌های وینی. ( جذابیت و گیرایی ماندگار این مکان‌های بسیار محبوب توسط یونسکو در سطح جهانی به رسمیت شناخته شده است.فرهنگ قهوه‌خانه‌های وین در سال ۲۰۱۱ رسماً در فهرست ملی میراث فرهنگی ناملموس یونسکو ثبت شد).
یولیوس مینل به دلیل کیفیت و نوآوری‌های خود، جوایز متعددی را در صنعت قهوه و چای دریافت کرده است. این شرکت به عنوان یکی از پیشگامان صنعت قهوه در اروپا شناخته می‌شود.